# BBV LandSiedlung
Die BBV LandSiedlung GmbH ist eine gemeinnützige Siedlungsgesellschaft und  Dienstleistungsunternehmen des Bayerischen Bauernverbandes (Körperschaft des öffentlichen Rechts), mit Sitz in München und ging aus der bisherigen Bayerischen Landessiedlung im Rahmen deren Privatisierung im Jahr 2006 hervor. Sie ist eine der neun gemeinnützigen Landgesellschaften in Deutschland und untersteht in der Fachaufsicht dem Bayerischen Staatsministerium für Ernährung, Landwirtschaft und Forsten.
Die Verbesserung der Agrarstruktur, Stärkung der Wirtschaftskraft sowie Verbesserung der Lebens-, Arbeits- sowie Umweltverhältnisse in ländlichen Räumen – und Aufgabenbereiche der Landentwicklung sind bestimmend für das breite Tätigkeitsprofil.
Sie ist Mitglied im Bundesverband der Landgesellschaften (BLG).

## Geschichte
Gegründet wurde die Bayerische Landessiedlung (BLS) 1917 als Bayerische Landessiedlung GmbH unter Beteiligung des bayerischen Staates und weiterer 251 Personen und Institutionen. Der Freistaat Bayern hat sich im Rahmen seiner Privatisierungsvorhaben von seiner Beteiligung als Mehrheitsgesellschafter getrennt. In deren Folge hat der Bayerische Bauernverband eines der drei Hauptgeschäftsfelder der BLS, den landwirtschaftlichen Dienstbereich, mit Wirkung vom 1. August 2006 übernommen und die BBV LandSiedlung GmbH gegründet. Mit der BBV LandSiedlung GmbH erweiterte der Bauernverband seine Dienstleistungsangebote für die Mitglieder vor allem in der betrieblichen Weiterentwicklung und Strukturverbesserung.

## Geschäftszweck
Das Aufgabengebiet umfasst die Umsetzung des Vorkaufsrechtes nach Reichssiedlungsgesetz (RSG) und die Durchführung dieser Verfahren nach dem Grundstückverkehrsgesetz. Dazu vertritt sie die Interessen der Landwirte, welche im Sinne des Gesetzes vorkaufsberechtigt sind und führt die notwendigen Verhandlungen und ggf. auch die teilweise erforderlichen Rechtsstreitigkeiten dazu durch.
Darüber hinaus zählen zu den Aufgaben die Vorbereitung und Mitarbeit an der Durchführung von Verfahren der Flurneuordnung im Auftrag der Ämter für Ländliche Entwicklung. Dazu zählen das sogenannte beschleunigte Zusammenlegungsverfahren, der Freiwillige Landtausch und das neue Verfahren des Freiwilligen Nutzungstausches. Mit diesen Instrumenten wird die Bewirtschaftung der landwirtschaftlich genutzten Flächen erleichtert und schafft Raum für Natur- und Umweltschutz. Zusätzlich werden Maßnahmen zur Erosionsminderung, Verbesserung der Biodiversität und Gewässerqualität betreut und umgesetzt.
Ein weiterer Aufgabenschwerpunkt ist die Betreuung von Maßnahmen der Einzelbetrieblichen Agrarinvestitionsförderung und die dazugehörende Bauplanung.
Außerdem werden landwirtschaftliche Grundstücke und landwirtschaftliche Anwesen vermittelt.
Neuere Aufgabenschwerpunkte sind die regenerativen Energien (Biogas, Photovoltaik, Windkraft) und Dienstleistungen für Kommunen und Gemeinden (Demografie, Integrierte Ländliche Entwicklung, Energiekonzepte und -pläne, Dorferneuerung).

### Vorkaufsrecht
Die BBV LandSiedlung ist die bayerische Siedlungsgesellschaft und damit die operative ausführende Kraft, welche im Auftrag der Siedlungsbehörden mit der Umsetzung des Vorkaufsrechtes in Bayern betraut ist.

## Geschäftsführer
- Theodor Geißler (1. August 2006 bis 31. Dezember 2007)
- Benno Steiner (1. Januar 2008 – 11. März 2014)
- Franz Stemmer (seit 1. Januar 2008)
- Josef Wiedemann (18. September 2015 – 31. Juli 2021)
- Andreas Huber (seit 1. Oktober 2020)